# 早乙女未来
早乙女 未来（さおとめ みく、1986年1月23日 - ）は、元女子プロレスラー、アイドル、タレント。かって我闘姑娘に所属していた。身長158cm、体重48kg、血液型A型。奈良県出身。10歳の時に芸能界デビューを果たし、タレントとしてテレビ・CM出演やアイドル雑誌のグラビア、ファッション紙のモデルなどで活躍する。また過去に生GONギャルを経験した。
テレビ出演歴としては、NHK教育テレビで放送された「天才ビットくん」のミク役でレギュラー出演していた。またタレント活動中には写真集やイメージDVDも発売されており、秋葉原でDVDの発売記念イベントを行うなど、グラビアアイドルとしても活躍した。
現在は芸能界を引退している。

## 経歴
- 2002年～2004年、NHK「天才ビットくん」ミク役としてレギュラー出演。
- 2004年　FIGHTING TV サムライ「生でGONG!×2」3代目生GONG!ギャル レギュラー出演。
- 2005年
  - 7月、我闘姑娘に入団し、プロレスラーとしてのデビューを目指して活動を始める。
  - 10月30日、東京・板橋グリーンホール大会において、対市井舞戦にてデビュー。「舞組」に所属していた。
- 2006年
  - 8月に団体を離脱し、そのままプロレスラーを引退した。

## CM
- NTTドコモ中国
- 小林製薬「ブレスケア」
- 江崎グリコ 「セブンティーンアイス」
- 河合塾 2002イメージガール

## 得意技
- vスクールボーイ

## DVD
- Lady'sゴングVol.84 SPECIAL DVD「激レア試合映像内我闘姑娘10・30板橋大会より」「市井舞対早乙女未来」（日本スポーツ出版社）
- 「Pureless」 徳間ジャパン 2002年
- 「MEMORIES」 徳間ジャパン 2005年